# Krzysztof Jakubowski

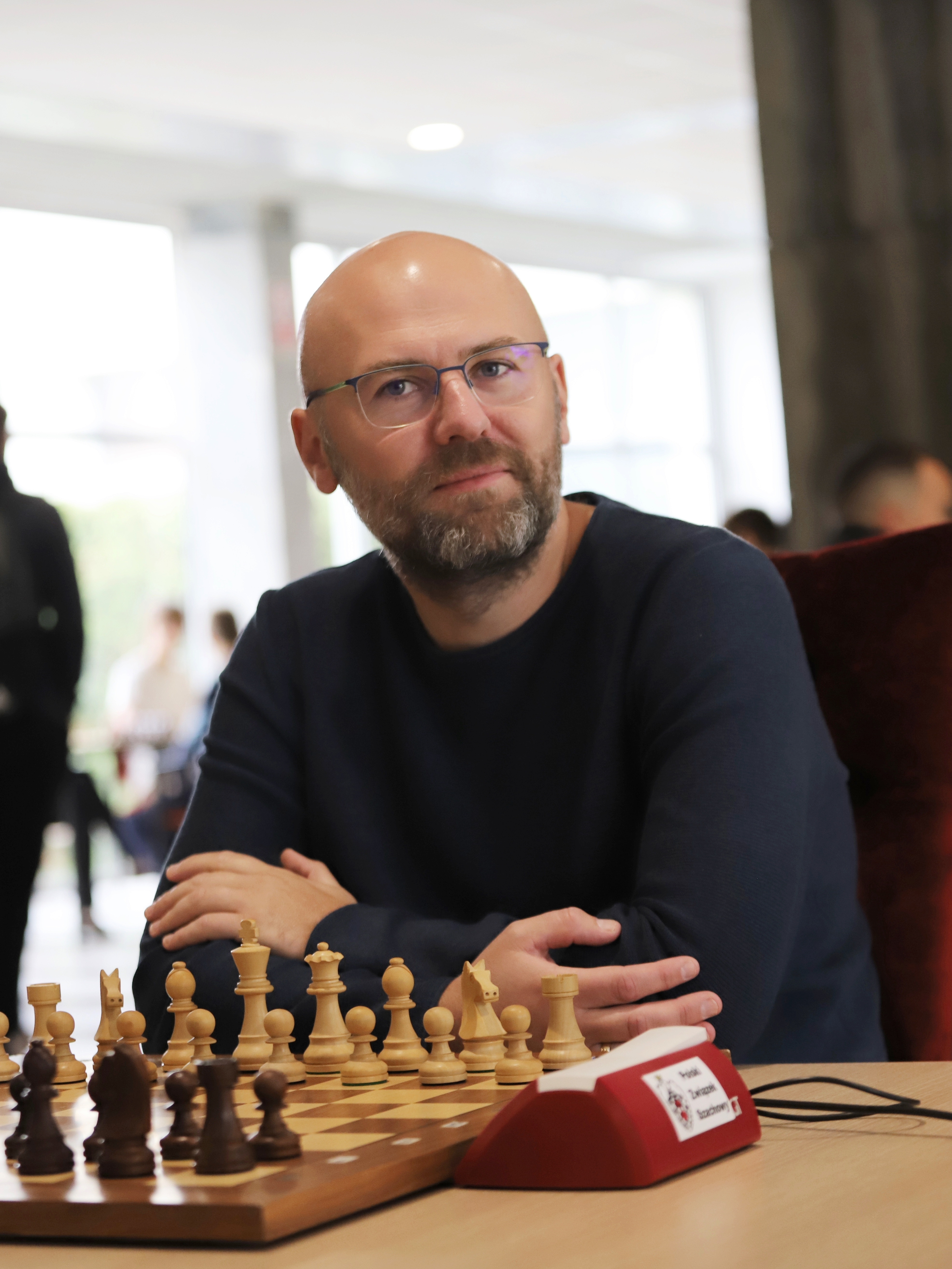
Krzysztof Jakubowski, 2021

Krzystof Jakubowski (23 september 1983) is een Poolse schaker. Hij is sinds 2009 een grootmeester (GM). 

## Schaakcarrière
Jakubowski won vijf keer een medaille op het Poolse schaakkampioenschap voor junioren: zilver in 1993 (categorie tot 10 jaar) en 2002 (cat. tot 20 jr.), brons in 1995 (cat. tot 12 jr.), 2000 (cat. tot 18 jr.) en 2001 (cat. tot 18 jr.).
Ook won hij medailles bij het Poolse schaakkampioenschap voor juniorenteams en bij het Poolse rapidschaak-kampioenschap voor junioren. In 1999 werd Jakubowski tweede op het Europees schaakkampioenschap voor jeugd (in de categorie tot 16 jaar), gehouden in Griekenland.

Diverse keren speelde hij in de finale van het Poolse schaakkampioenschap. Jakubowski nam ook met succes deel aan Poolse kampioenschappen voor teams: een individuele gouden medaille in 2008, een zilveren medaille met het team in 2000 en 2001. In 2001 won hij het volgens het Zwitsers systeem gehouden toernooi in Avilés. In april 2005 won hij met 8 pt. uit 10 in de B-groep van het meester-toernooi Gausdal classics, in Noorwegen. In 2006 won hij een toernooi in Brno. 
In 2014 werd hij bij het Banca Feroviara Open, dat werd gehouden in Arad (Roemenië), met 7½ pt. uit 9 gedeeld tweede met de Oekraïense grootmeester Andrey Vovk, achter de Poolse GM Aleksander Miśta.